# Guardiani della Galassia (serie animata)
Guardiani della Galassia (Guardians of the Galaxy) è una serie animata basata sull'omonimo gruppo dei fumetti Marvel Comics. La serie, prodotta da Marvel Animation e da Marvel Television, è andata in onda dal 26 settembre 2015 al 9 giugno 2020 su Disney XD come parte del blocco Marvel Universe.
La trama continua la storia dell'omonimo film del 2014, anche se non appartiene alla stessa continuità, tuttavia il regista James Gunn ha dichiarato che la serie non è parte del Marvel Cinematic Universe e non avrà alcun legame con il film o con i sequel.
Seth Green è stato l'unico attore del film a tornare, riprendendo il suo ruolo di Howard il papero.
La terza e ultima stagione è stata rinominata Missione evasione! (Mission Breakout!). La terza stagione è andata in onda dal 18 marzo 2018 al 9 giugno 2019. In Italia è stata pubblicata su Disney+ il 24 marzo 2020.

## Trama

### Stagione 1
La squadra dei Guardiani della Galassia: Star-Lord, Gamora, Drax il Distruttore, Rocket Raccoon e Groot hanno viaggiato in tutta la galassia per ritrovare il Seme Cosmico, una potentissima arma che può donare poteri illimitati, ma lo hanno fatto grazie al CriptoCubo Spartaxiano, una arma di Spartax che ha aiutato i Guardiani a trovarlo grazie a una misteriosa mappa. I Guardiani una volta trovato devono distruggerlo prima che finisca nelle mani del potente e malvagio Thanos e i suoi temibili servitori: Ronan l'accusatore, Nebula e Korath e il suo alleato J'son (padre perduto da tempo di Star-Lord), i Ravager guidati da Yondu e chiunque altro abuserebbe del suo potere per minacciare l'intero universo.

### Stagione 2
La Marvel Entertainment ha annunciato sul loro feed Twitter che i Vendicatori si uniranno ai Guardiani della Galassia nella stagione 2 per un episodio in cui combattono l'Alto Evoluzionario.
Dopo la sconfitta di Thanos, i Guardiani della Galassia mettono le mani su uno strano sarcofago che è stato trovato sulla base asteroide di Thanos che ha strane abilità e successivamente rubato da Yondu. I Guardiani della Galassia lavorano per trovare il sarcofago mentre competono contro Mantis e l'Universo dei credenti (Universal Believers). Questo sarcofago successivamente si schiude in Adam Warlock, dove i Guardiani della Galassia sono stati in grado di indurlo a seguire il proprio destino sulla strada giusta.
Dopo essere fuggito dalla sua prigione e aver rubato i caschi Nova Centurion con l'aiuto inconsapevole di Sam Alexander, J'son fa piani per usarli e ottenere il controllo di Adam Warlock che porta a un evento che trasforma Adam Warlock nel Magus dopo aver assorbito J ' figlio nel suo cristallo dove attacca i pianeti associati a ciascuno dei membri dei Guardiani della Galassia. I Guardiani della Galassia riuscirono a liberare J'son da Magus riportandolo a Adam Warlock. Dopo che J'son è andato in supernova con l'elmo Nova Centuriano che ruba a Peter, Adam Warlock ne prende il peso e viene avvolto da Groot fino al giorno del suo riemergere.

### Stagione 3: Missione evasione! (Mission Breakout!)
Una terza stagione è stata annunciata al D23 Expo, che si basa sull'omonima attrazione di Disney Parks. Nell'ultima stagione, i Guardiani della Galassia scappano quando vengono incastrati dal Collezionista che ha fatto impazzire Howard il papero per il furto di un oggetto Kree dopo aver rotto alcuni oggetti nel loro ultimo incontro nella sua prigione speciale che conduce a loro eludere l'accusatore Kree Phyla-Vell. Dopo che Howard il papero ha ammesso di essere stato minacciato dal Collezionista a fare il doppio gioco, così come la nave del Collezionista che restringe Hala convertendo il generatore di buchi neri in un motore di compressione molecolare, Phyla-Vell lavora con i Guardiani della Galassia per salvare Hala e sconfiggere il Collezionista che fugge dopo aver impostato la sua nave per autodistruggersi.
Dopo aver attraversato il Vortice Nero, i Guardiani della Galassia scoprono che i vecchi nemici degli Asgardiani, i Darkhawk, hanno sostituito Nova Prime e membri del Consiglio Galattico. I Darkhawk sono composti dal fratello di Odino, Serpente, che ha intenzione di reclamare Asgard. Usando la spada riforgiata Dragonfang dopo aver richiamato i suoi pezzi da Due diverse aree e dominio di Hela di Niffleheim, i Guardiani della Galassia con l'ausilio di Thanos e Loki sono stati in grado di sconfiggere Serpente e salvare la galassia.
Questa stagione include i personaggi Marvel di Spider-Man, Max Modell, Venom e Carnage in un crossover con la serie televisiva Spider-Man, con Stan Lee che aveva un ruolo da interpretare nel suo cameo. 

## Doppiaggio
| PERSONAGGI                     | DOPP. ORIGINALI          | DOPPIATORI ITALIANI   |
| PERSONAGGI PRINCIPALI          | PERSONAGGI PRINCIPALI    | PERSONAGGI PRINCIPALI |
| ------------------------------ | ------------------------ | --------------------- |
| PETER QUILL / STAR-LORD        | Will Friedle             | DANIELE GIULIANI      |
| ROCKET RACCOON                 | Trevor Devall            | CHRISTIAN IANSANTE    |
| GROOT                          | Kevin Michael Richardson | MASSIMO CORVO         |
| GAMORA                         | Vanessa Marshall         | LETIZIA SCIFONI       |
| DRAX                           | David Sobolov            | NINO PRESTER          |
| PERSONAGGI RICORRENTI          |                          |                       |
| YONDU UDONTA                   | James Arnold Taylor      | ALBERTO BOGNANNI      |
| COSMO                          | James Arnold Taylor      | ALESSANDRO BUDRONI    |
| THANOS                         | Isaac C. Singleton Jr.   | DAVIDE MARZI          |
| KORATH                         | Dave Fennoy              | STEFANO MONDINI       |
| COLLEZIONISTA                  | Tom Kenny                | MASSIMO LODOLO        |
| DRONEY                         | Tom Kenny                | FABRIZIO DOLCE        |
| SAM ALEXANDER / NOVA           | Logan Miller             | FLAVIO AQUILONE       |
| HOWARD IL PAPERO               | Seth Green               | LUCA GRAZIANI         |
| BRUCE BANNER / HULK            | Fred Tatasciore          | ANDREA WARD           |
| SCOTT LANG / ANT-MAN           | Grant George             | OMAR VITELLI          |
| STEVE ROGERS / CAPITAN AMERICA | Roger Craig Smith        | FABRIZIO PUCCI        |
| CAROL DANVERS / CAPITAN MARVEL | Grey DeLisle             | MONICA WARD           |
| TONY STARK / IRON MAN          | Mick Wingert             | FRANCESCO BULCKAEN    |
| PETER PARKER / SPIDER-MAN      | Robbie Daymond           | ALEX POLIDORI         |
| THOR                           | Travis Willingham        | ALESSANDRO QUARTA     |
| LOKI                           | Troy Baker               | ALBERTO BOGNANNI      |
| ODINO                          | Frank Welker             | ALESSANDRO MESSINA    |
| TITUS                          | J.B. Blanc               | MARIO BOMBARDIERI     |
| WRAITH                         | Jeff Bennett             | GIORGIO PAONI         |
| ALTRI PERSONAGGI               |                          |                       |
| STAN (ep.3.1)                  | Stan Lee                 | STEFANO OPPEDISANO    |

## Episodi
| Stagioni                                                                 | Episodi | Prima TV USA | Prima TV Italia |
| ------------------------------------------------------------------------ | ------- | ------------ | --------------- |
| Introduzione alla prima stagione (Guardiani della Galassia - Le origini) | 5       | 2015         | 2016            |
| Prima stagione                                                           | 26      | 2015-2016    | 2016            |
| Introduzione alla seconda stagione                                       | 6       | 2017         | 2018            |
| Seconda stagione                                                         | 25      | 2017         | 2018            |
| Terza stagione                                                           | 26      | 2018-2019    | 2020            |

## Produzione
Nel gennaio 2014 comicbookmovie.com rivelò che la Marvel era al lavoro su una serie televisiva sui Guardiani della Galassia. Il 26 luglio 2014, al San Diego Comic-Con, la Marvel Animation annunciò ufficialmente la serie e distribuì un primo trailer con Rocket e Star-Lord. Al New York Comic-Con furono mostrate nuove clip della serie.

## Adattamenti
La serie animata è adattata nella serie a fumetti Marvel Universe: Guardians of the Galaxy, scritta da Joe Caramagna e con gli artwork usati per la serie animata.